# Vue du petit port de Lorient
Vue du petit port de  Lorient est une huile sur toile de Berthe Morisot réalisée à Lorient en 1869. Elle représente sa sœur Edma, figure familière de ses toiles, en prenant pour fond le bassin à flot ainsi que les quais de Lorient, construits quelques années plus tôt.

## Histoire de l'œuvre

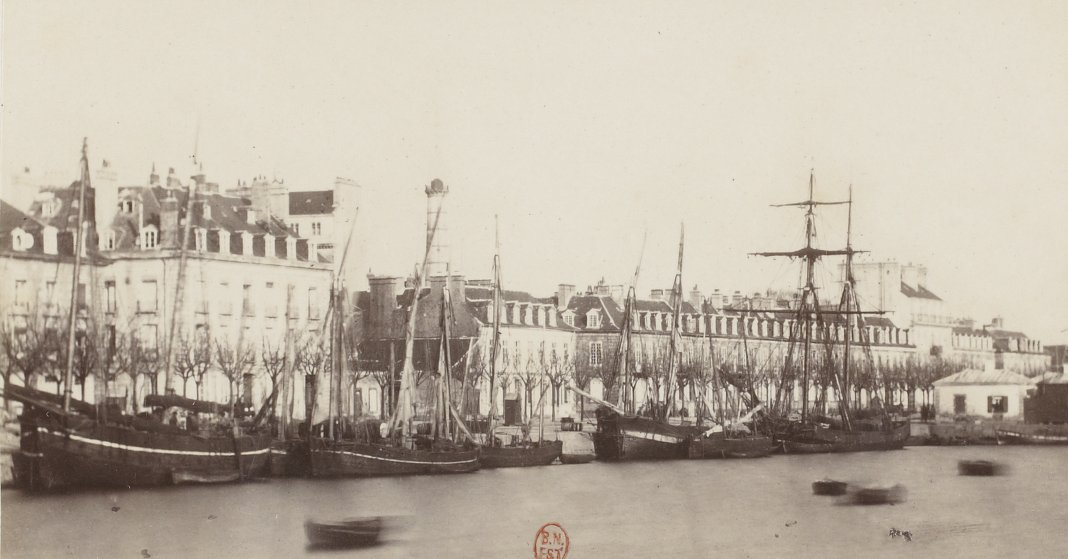
Photographie de la même zone du port de Lorient en 1866.

Morisot se rend plusieurs fois en Bretagne les années précédant la création de cette œuvre. Depuis l'arrivée du chemin de fer, la région accueille des peintres dans la région de Pont-Aven, principalement lors de la saison estivale, et Morisot se rend à Pont-Aven, ainsi que dans les villes proches Douarnenez et Quimperlé en 1866-1867.
L'auteure arrive à Lorient en juin 1869 et y passe deux mois. Elle peint pendant cette période deux toiles où figure sa sœur, Edma. Cette dernière a épousé la même année l'officier de marine Adolphe Pontillon qui est attaché à ce port.
À son retour à Paris, elle offre cette toile à Édouard Manet. Celui-ci est impressionné par la maîtrise dont a fait preuve Morisot, et il commence à considérer  Berthe  comme une artiste de talent. C'est à compter de ce moment que Manet commence ponctuellement à consulter Morisot pour des questions artistiques. Sur ses conseils, elle retouche à plusieurs reprises le visage et le bas de la robe d'Edma.

« Depuis qu'on m'a annoncé que, sans m'en douter, j'avais fait des chefs-d’œuvre à Lorient, je reste ébahie devant et ne me semble plus capable de rien »

— Berthe Morisot, 

## Description
La toile rectangulaire présente la sœur de Berthe Morisot assise sur un parapet, s'abritant sous une ombrelle, bordant l'avant-port de Lorient. Le ciel et ses nuages se reflètent dans la mer. Les vêtements d'Edma sont constitués d'une robe et d'une ombrelle. Toutes deux sont de couleur blanche, tachetées de rose et de mauve. La représentation d'une figure en pleine lumière par les peintres impressionnistes passe par la simplification de celle-ci, en utilisant quelques touches de peintures. Morisot accentue cette technique en faisant poser sa sœur dans une tenue essentiellement blanche. L'intégration d'une figure féminine (comme son autre sœur, sa nièce, ou sa fille Julie sur d'autres toiles) avec comme fond un paysage vaporeux et argenté, et en mettant en avant leurs fraîcheurs, est un thème habituel de Morisot qui se retrouve dans cette peinture.
Des bateaux de pêche sont amarrés sur ces quais, et l'ensemble du port est dessiné dans des tons bruns et gris. Il est bordé par le ciel et la mer dont les couleurs proches se rappellent les unes et les autres. L'entrée du bassin à flot ainsi que les quais sont construits par la ville entre 1805 et 1863 et sont déjà pris comme sujets par Le Sénéchal de Kerdréoret à la même époque. Morisot réalise cette toile postée depuis l'actuel Quai de Rohan, en prenant pour cadre l'actuel Quai des Indes, la tour de la Découverte étant visible sur la partie supérieure gauche de la toile. 

## Acquisitions
Le tableau est d'abord la propriété de Édouard Manet, à qui Berthe Morisot l'a offert en 1869. Il change de mains par la suite, et est signalé comme appartenant au financier Gabriel Thomas, un cousin de Berthe Morisot, en 1896. La femme de ce dernier le conserve au moins jusqu'en 1941. Il est par la suite la propriété de Edward Molyneux en 1952, puis est acquis par une vente le 15 août 1955 par Ailsa Mellon Bruce (en). Il est légué en 1970 au National Gallery of Art à la mort de cette dernière.

## Sources